# カードキャプターさくら オリジナル・ドラマアルバム
『カードキャプターさくら オリジナル・ドラマアルバム』は、CLAMPによる日本の漫画・テレビアニメ、『カードキャプターさくら』のドラマCDである。1998年7月23日と1999年2月10日にビクターエンタテインメントより発売された。全2枚。
シナリオの構成は大川七瀬が担当。ジャケットのイラストは、もこなあぱぱの描き下ろしである。

## さくらとお母さんのオルガン
収録内容
1. picnic [4:01]
2. さくらとお母さんのオルガン 前編 [17:11]
3. さくらとお母さんのオルガン 後編 [26:59]

## スィートバレンタインストーリーズ
収録内容
1. プロローグ [0:40]
2. GET YOUR LOVE [4:14]
3. 2月13日 [11:23]
4. 1st Story「桜」 [7:13]
5. 2nd Story「千春」 [6:35]
6. 3rd Story「奈緒子」 [4:12]
7. 4th Story「利佳」 [3:08]
8. 5th Story「苺鈴」 [3:24]
9. 6th Story「知世」 [3:51]
10. 2月14日 [5:22]
11. エピローグ [1:01]

## キャスト
- 木之本桜：丹下桜
- 大道寺知世：岩男潤子
- 木之本撫子：皆口裕子
- 三原千春：松本美和
- 柳沢奈緒子：本井えみ
- 佐々木利佳：川上とも子
- 李苺鈴：野上ゆかな